# До Верховин
«До Верховин»  — поетична збірка Спиридона Черкасенка видана в 1920 році. 

## Про збірку
У 1920 році за сприяння українських товариств Спиридон Черкасенко видав у Відні в «Друкарні Ігнація Штайнмана» віршовану збірку «До Верховин». 
Книжечка, яку він видав під псевдонімом Петро Стах, оповідає про пробудження Карпат та українського духу в них.

## Вірші в збірці
До збірки ввійшли такі вірші:
- «Моя муза»
- «Жайворон»
- «Віра»
- «Демонстрація»
- «До Верховин»
- «В низинах»